# Église Santa Giustina
L'église Santa Giustina est une église catholique désacralisée de Venise, en Italie.

## Localisation
L'église est située dans le sestiere de Castello, près du campo et rio éponyme.

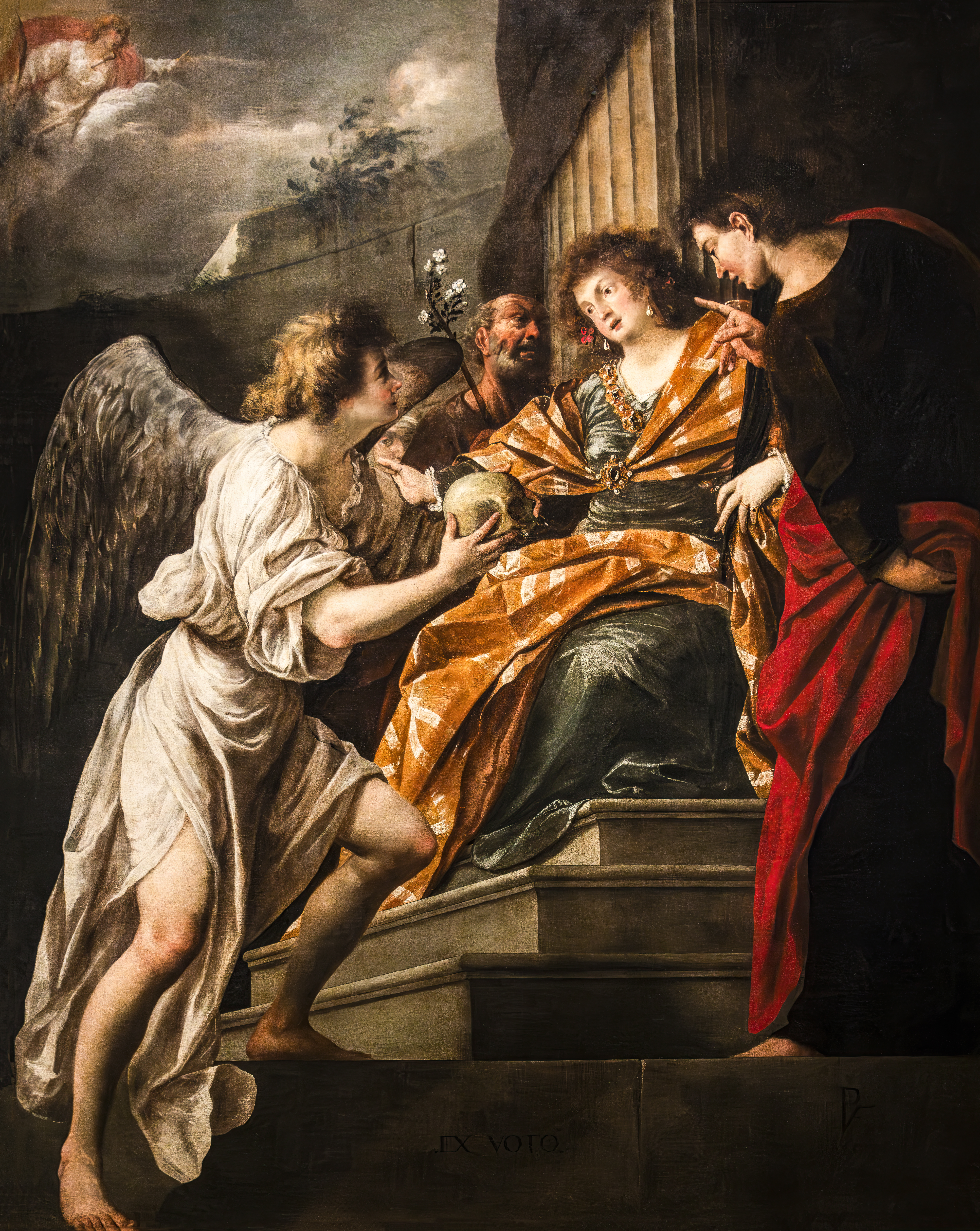
Scène votive par Pietro della Vecchia anciennement dans l'église; aujourd'hui aux Galeries de l'Académie de Venise

## Historique
La première mouture du bâtiment semble remonter au VIIe siècle et est attribuée à Magne d'Oderzo (it) (580 – 670). D'abord paroissiale, elle est devenue collégiale. En 1219, des chanoines réguliers y officiaient.
Ils furent remplacés par ceux de l'ordre de Sainte-Brigitte et lorsque ceux-ci abandonnèrent le couvent, ils furent à leur tour remplacés en 1448 par les religieuses augustines, parties du monastère de Santa Maria degli Angeli à Murano. 
L'église et le monastère voisin ont subi diverses restaurations. On doit la façade de 1640 à la famille patricienne Soranzo. Le Doge et le Sénat lui rendirent visite chaque année le jour de Sainte Justine, en mémoire de la victoire navale de Lépante.
La communauté fut supprimée par décret de 1810 et l'église fermée.